# Gang de requins (jeu vidéo)
Gang de requins (Shark Tale) est un jeu vidéo d'action-aventure développé par Edge of Reality et édité par Activision, sorti en 2004 sur Windows, GameCube, PlayStation 2, Xbox et Game Boy Advance.
Il est adapté du long-métrage d'animation du même nom.

## Accueil
- Jeuxvideo.com : 14/20 (PS2, GC, XB)[1] - 13/20 (PC)[2] - 13/20 (PC)[3]